# Pałac w Janowicach Dużych
Pałac w Janowicach Dużych – zabytkowy pałac w Janowicach Dużych – wsi w Polsce, w województwie dolnośląskim,  w powiecie legnickim, w gminie Krotoszyce.

## Historia
Obiekt  wybudowany w XVIII w.  przebudowany w początkach XX w. Nad wejściem kartusz z  herbami: Hansa Siegmunda von Liedlau i Barbary von Moravitzki z Branic.
Pałac jest częścią zespołu pałacowego, w skład którego wchodzi jeszcze park, z pierwszej ćwierci XX w.

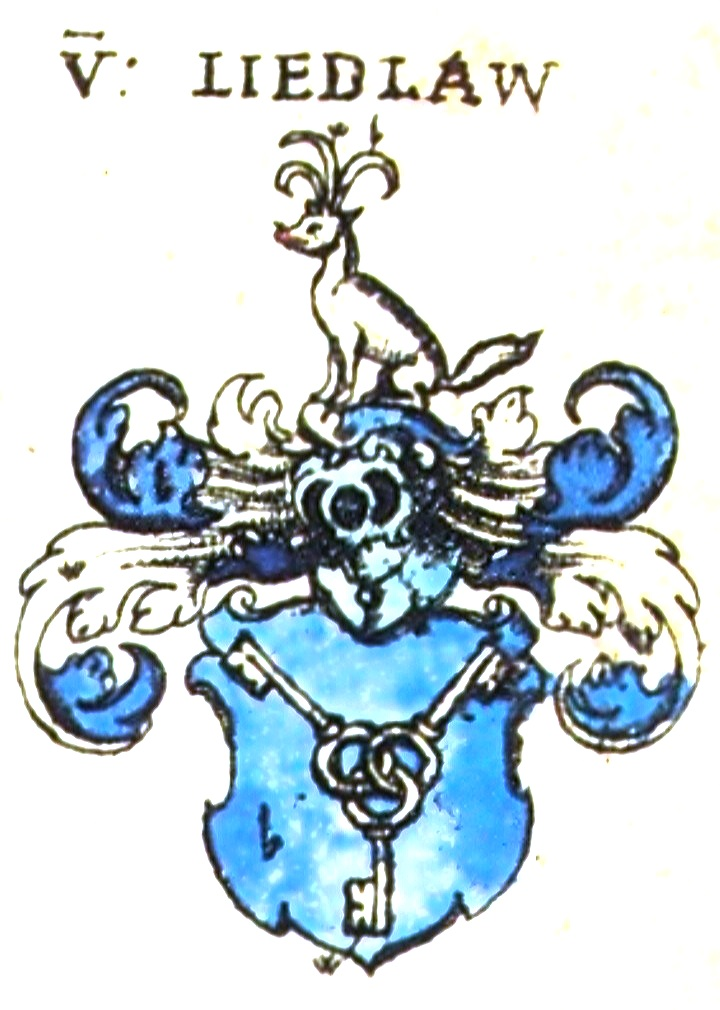
Herb von Liedlau
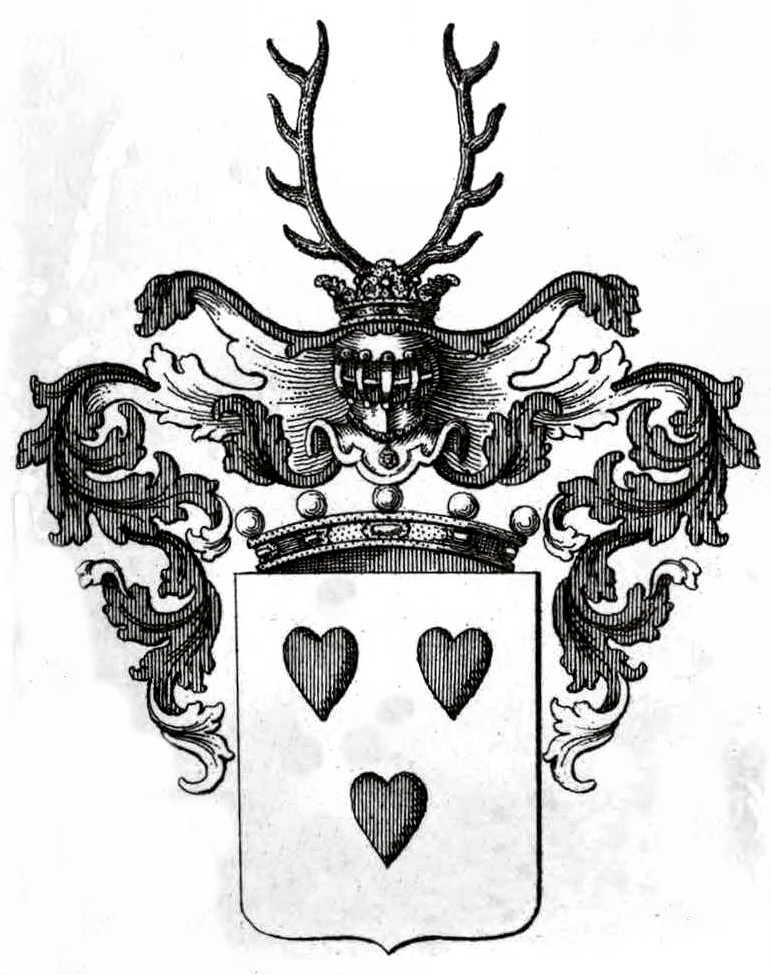
Herb von Morawitzky